# Katsuyoshi Kawase
Katsuyoshi Kawase (jap. 川瀬克祥 Kawase Katsuyoshi; ur. 1 kwietnia 1994) – japoński zapaśnik walczący w stylu wolnym. Ósmy w Pucharze Świata w 2014 roku.